# Vito Hammershøy-Mistrati
Vito Hammershøy-Mistrati, född 15 juni 1992 i Köpenhamn, är en dansk fotbollsspelare (mittfältare) som spelar för B.93, dit han värvades från svenska IFK Norrköping inför säsongen 2025.
Snabbmatskedjan Makki Makki har döpt en macka till Mistrati Supersub för att hylla Vito Hammershøj-Mistrati.